# Großer Preis Veith
Der Große Preis Veith war eine Radsportveranstaltung in Deutschland und fand von 1952 bis 1964 jährlich statt. Es war ein Eintagesrennen für Profis.

## Geschichte
Das Rennen wurde von der Firma Veith, die Reifen für Fahrräder, Motorräder und Autos produzierte, veranstaltet. 1953 fand der Große Preis zweimal statt. Nachdem der Konzern Pirelli die Veith-Werke 1963 übernommen hatte, fand das Rennen 1964 einmal unter dem Namen „Großer Preis Veith-Pirelli“ statt und wurde auf dem Nürburgring ausgefahren. Dies war zugleich die letzte Austragung des Radrennens. Gefahren wurde der Große Preis auf verschiedenen Strecken um deutsche Städte:
- 1952 Freiburg
- 1953 Freiburg und Bielefeld
- 1955 Bremen
- 1956 Neuss
- 1957 Ludwigshafen
- 1958 Schweinfurt
- 1959 Schwenningen
- 1960 Landau
- 1961 Bielefeld
- 1962–1963 nicht ausgetragen
- 1964 Nürburgring

## Palmarès
- 1952  Reinhold Steinhilb
- 1953  Heinrich Schwarzer (1)
- 1953  Hans Nötzli (2)
- 1955  Hans Junkermann
- 1956  Horst Backat
- 1957  Klaus Bugdahl
- 1958  Gérard Vergoosen
- 1959  Friedhelm Fischerkeller
- 1960  Emil Reinecke
- 1961  Horst Oldenburg
- 1962–1963 nicht ausgetragen
- 1964  François Hamon